# Guild no Uketsuke Jō Desu ga, Zangyō wa Iyananode Boss o Solo Tōbatsu Shiyou to Omoimasu
Guild no Uketsuke Jō Desu ga, Zangyō wa Iyananode Boss o Solo Tōbatsu Shiyou to Omoimasu (jap. ギルドの受付嬢ですが、残業は嫌なのでボスをソロ討伐しようと思います) ist eine japanische Light-Novel-Reihe von Mato Kousaka mit Illustrationen von Gaou. Sie erscheint seit 2021 in Japan und wurde als Manga und Anime adaptiert. Letzterer wurde international als I May Be a Guild Receptionist, but I’ll Solo Any Boss to Clock Out on Time veröffentlicht.

## Inhalt
Als Rezeptionistin in der Abenteurergilde hat Alina Clover eigentlich einen sicheren Job mit geregelten Arbeitszeiten, was sie sehr schätzt. Doch gelegentlich gibt es Ereignisse, die der Gilde einen großen Andrang oder ihr anderweitig viel Arbeit bescheren, sodass sie Überstunden machen muss. Und nichts hasst Alina mehr. So zieht sie heimlich aus, um als geheimnisvoller maskierter und übermächtiger Krieger, genannt „der Henker“, im Alleingang die mächtigen Monster zu besiegen, die ihr meist ihre Überstunden bescheren. Doch um ihre Anstellung nicht zu verlieren, muss ihr Geheimnis bewahrt bleiben.
Eines Tages aber wird sie von Jade Scrade erkannt, einem berühmten Krieger der Gruppe Silberklingen. Er will sie überreden, ihm einmal zu helfen, aber Alina will ihre Identität um jeden Preis geheim halten und von derartigen Abenteurern nichts wissen. Doch durch einen Kampf in der Stadt entdecken bald andere aus der Gruppe ihre Identität: Der Anführer der Silberklingen lädt sie zum Duell und bietet ihr dann an, heimlich für sie zu arbeiten. So erfahren auch Jades Kameraden, die Heilerin Lululee Ashford und der Schwarzmagier Lowe Losblender, von ihrer Identität. Mit ihnen arbeitet Alina nun häufiger zusammen und rettet sie aus gefährlichen Situationen, während sie noch immer bemüht ist, ihr Geheimnis zu wahren – und eigentlich nur ein friedliches Leben führen will. Doch für einen pünktlichen Feierabend oder die Absicherung ihres Urlaubs muss sie immer wieder nachgeben und helfen. Mit der Zeit kommt auch heraus, dass Alina ihre übermächtigen Kräfte von der Göttin erhalten hat und ihr von den Abenteurern niemand gewachsen ist. Aber es tauchen Monster auf, die ähnlich stark sind wie sie.

## Veröffentlichungen
Die Light Novel wurde von Mato Kousaka geschrieben und von Gaou illustriert. Sie erscheint seit März 2021 beim Verlag ASCII Media Works unter dem Label Dengeki Bunko. Bisher wurden acht Bände veröffentlicht. Eine englische Fassung erscheint bei Yen On. Im Juli 2025 gab der Verleger der Light-Novel-Serie bekannt, dass Gaou nicht mehr als Illustrator an der Reihe beteiligt sein werde. Als Grund wurde genannt, dass der Zeichner in einem Livestream Ende Juni zugegeben habe, eine sexuelle Beziehung zu einer Minderjährigen gehabt zu haben.
Seit Juni 2021 erscheint im Magazin Comic Dengeki Daiō eine Umsetzung der Geschichte als Manga, geschrieben und gezeichnet von Suzu Yūki. Die Kapitel erschienen auch gesammelt in bisher sechs Bänden. Auch diese Serie wird auf Englisch von Yen On veröffentlicht.

## Animeserie
Eine Adaption der Geschichte als Animeserie entstand unter der Regie von Tsuyoshi Nagasawa bei CloverWorks. Die Drehbücher schrieb Misuzu Chiba und die Charakterdesigns wurden von Shinichi Machida und Yoshihiro Nagata adaptiert. Die künstlerische Leitung lag bei Yasutada Kato und für die Computeranimationen war Yūsuke Tomita verantwortlich, für die Kameraführung Yusuke Motokura.
Der Anime wurde im Juli 2023 erstmals angekündigt. Die zwölf Folgen mit je 23 Minuten Laufzeit wurden ab dem 10. Januar 2025 von den Sendern Tokyo MX, GYT, Gunma TV, BS11, ABC, TV Aichi und AT-X in Japan gezeigt. Parallel erfolgte die internationale Veröffentlichung per Streaming über die Plattform Crunchyroll mit Untertiteln in diversen Sprachen. Die letzte Folge hatte ihre Erstausstrahlung am 29. März 2025. Ab dem 31. Januar 2025 gab Crunchyroll auch eine Fassung mit deutscher Synchronisation heraus.

### Synchronisation
Die deutsche Synchronfassung entstand bei G&G Tonstudios unter der Regie von Jörn Friese, der nach einer Übersetzung von Florian Werner auch das Dialogbuch schrieb.
| Rolle           | japanische Stimme (Seiyū) | deutsche Stimme |
| --------------- | ------------------------- | --------------- |
| Alina Clover    | Rie Takahashi             | Cindy Kepke     |
| Lululee Ashford | Aoi Koga                  | Jennifer Weiß   |
| Jade Scrade     | Kentarō Kumagai           | Marco Rosenberg |
| Lowe Losblender | Rikuya Yasuda             | Tom Ferenc      |
| Laila           | Yū Serizawa               | Amira Leisner   |

### Musik
Die Musik der Serie wurde komponiert von Tsubasa Ito. Das Vorspannlied ist Perfect Day von Perfect Day und der Abspann ist unterlegt mit Ashita no Watashi ni Sachi Are von Akari Nanawo.